# Mason-Dixon line
The Mason–Dixon line var oprindeligt grænsen mellem områderne Pennsylvania og Maryland.
Maryland tilhørte George Calvert (Lord Baltimore) og dennes efterkommere siden 1632 og var en gave fra kong Karl 1. af England. Pennsylvania tilhørte William Penn og dennes efterkommere siden 1682 og var en gave fra Karl 2. Desværre havde de to konger ikke været specielt præcise i beskrivelsen af grænserne, da de gav landområderne til de respektive familier, og dette havde nu givet anledning til stridigheder, som familierne indbragte for det engelske retsvæsen.
Retten fastlagde at grænsen skulle gå 40 miles syd for Philadelphia, og i 1763 blev englænderne Charles Mason og Jeremiah Dixon sendt ud for at opmåle grænsen mellem de to områder, senere stater, Pennsylvania og Maryland. Mason var astronom, og Dixon var en kendt landmåler. Undersøgelserne og opmålingerne blev tilendebragt i 1767. Thomas Pynchons store roman Mason & Dixon (1997) (da. 2002) beskriver med udtalt kunstnerisk frihed og humor bl.a. deres arbejde med at fastlægge linjen.
I 1820 ved det såkaldte Missouri-kompromis blev Mason-Dixon line fastlagt som en del af grænsen mellem slavestaterne mod syd, og de frie stater mod nord. Det fik den konsekvens, at udtrykket Mason-Dixon line simpelthen kom til at betyde grænsen mellem nord og syd, selv om det altså oprindeligt kun have været den ca. 380 km lange grænse mellem Pennsylvania og Maryland. Og helt præcis var opdelingen alligevel ikke. Delaware var fx en slavestat ifølge Missouri-kompromisset, men alligevel sluttede denne stat sig til nord, da den amerikanske borgerkrig brød ud.